# 十念寺 (江戸川区)
十念寺（じゅうねんじ）は、東京都江戸川区にある真言宗豊山派の寺院。

## 概要
1621年（元和7年）、賢覚によって開山された。
本尊の阿弥陀如来像は弘法大師空海の作といわれている。
明治時代初期、近くの観泉寺を合併している。

## 文化財
- 銅造観音菩薩立像 - 江戸川区指定有形文化財・彫刻。2006年（平成18年）3月28日告示[4]。
- 板碑・元応元年十二月日銘 - 江戸川区指定有形文化財・歴史資料。1982年（昭和57年）2月8日告示。[5]
- 法印範盛筆子塚 - 江戸川区登録有形文化財・歴史資料。1987年（昭和62年）2月25日告示[6]。
- 中小岩の庚申塔河原道石造道標 - 江戸川区登録有形文化財・歴史資料。1983年（昭和58年）3月15日告示[7]。
- 中小岩の庚申塔市川道石造道標 - 江戸川区登録有形文化財・歴史資料。1983年（昭和58年）3月15日告示[8]。

## 交通アクセス
- 江戸川駅または京成小岩駅より徒歩10分。